# Warren Zaïre-Emery
Warren Zaïre-Emery (sinh ngày 8 tháng 3 năm 2006) là một cầu thủ bóng đá chuyên nghiệp người Pháp hiện đang thi đấu ở vị trí tiền vệ cho câu lạc bộ Ligue 1 Paris Saint-Germain và đội tuyển bóng đá quốc gia Pháp.

## Đầu đời
Warren Zaïre-Emery sinh ra ở Montreuil và lớn lên ở Île-de-France. Cha anh là một cựu cầu thủ bóng đá từng chơi cho Red Star ở Seine-Saint-Denis.

## Sự nghiệp câu lạc bộ

### FCM Aubervilliers
Zaïre-Emery bắt đầu chơi cho Aubervilliers khi mới 4 tuổi, nhưng anh đã phải đợi đủ năm tuổi để lấy bằng đầu tiên ở đó.

### Paris Saint-Germain

#### Sự nghiệp cầu thủ trẻ
Vốn là một cầu thủ nổi bật của Aubervilliers, Zaïre-Emery nhanh chóng được Paris Saint-Germain (PSG) săn đón và anh đã ký hợp đồng với câu lạc bộ từ thủ đô vào năm 2014. Trong hệ thống trẻ của PSG, Zaïre-Emery luôn chơi ở những lứa tuổi trên và gây ấn tượng với các huấn luyện viên ở mọi cấp độ. Trong mùa giải 2021–22, anh là cầu thủ trẻ nhất của đội U19 khi mới bước sang tuổi 15. Dù tuổi còn trẻ nhưng Zaïre-Emery đã trở thành cầu thủ chủ chốt của đội U19, đáng chú ý nhất là vào tháng 12 năm 2021, khi anh là cầu thủ có màn trình diễn nổi bật của PSG tại UEFA Youth League. Trong trận đấu cuối cùng ở vòng bảng, anh đã giúp PSG dẫn trước 3–2 để giành chiến thắng trên sân nhà trước Club Brugge với một bàn thắng và một pha kiến tạo và đồng thời giúp PSG lọt thẳng vào vòng 16 đội. Ở tuổi 15, Zaïre-Emery được Mauricio Pochettino gọi lên đội một mùa giải đó. Sau khi một số câu lạc bộ lớn ở châu Âu thu hút sự chú ý đến anh khi anh vẫn chưa ký hợp đồng chuyên nghiệp đầu tiên, anh đã gia nhập công ty của Jorge Mendes vào tháng 3 năm 2022.

#### 2022–2023: Mùa giải đầu tiên với đội một
Vào tháng 7 năm 2022, Zaïre-Emery ký hợp đồng chuyên nghiệp đầu tiên với PSG với thời hạn 3 năm cho đến ngày 30 tháng 6 năm 2025. Dưới sự dẫn dắt của huấn luyện viên mới Christophe Galtier, anh đã ra mắt cho đội ở trận giao hữu thắng 2–0 trước Quevilly-Rouen. Sau đó, anh tham gia chuyến du đấu trước mùa giải của PSG tại Nhật Bản, nơi anh có mặt trong đội hình xuất phát trong chiến thắng 3–0 trước Urawa Red Diamonds. Vào ngày 6 tháng 8 năm 2022, Zaïre-Emery ra mắt chính thức cho PSG với tư cách là cầu thủ dự bị trong chiến thắng 5–0 trước Clermont và tại trận này, anh trở thành cầu thủ trẻ nhất ra sân trong một trận đấu chính thức cho PSG khi mới 16 và 151 ngày. Anh đã chính thức phá được kỷ lục trước đó do El Chadaille Bitshiabu nắm giữ. Vào ngày 25 tháng 10, Zaïre-Emery ra mắt UEFA Champions League với tư cách là cầu thủ dự bị trong chiến thắng 7–2 trên sân nhà trước Maccabi Haifa. Điều này khiến anh trở thành cầu thủ trẻ nhất ra sân ở Champions League cho PSG. Vào ngày 7 tháng 1 năm 2023, anh ra mắt lần đầu tiên tại Coupe de France trong chiến thắng 3–1 trước Châteauroux và đồng thời trở thành cầu thủ đá chính trẻ nhất trong lịch sử câu lạc bộ khi mới 16 tuổi 10 tháng. Tám ngày sau, anh trở thành cầu thủ trẻ nhất ra sân tại Ligue 1 trong trận thua 0–1 trước Rennes. Vào ngày 1 tháng 2, Zaïre-Emery ghi bàn thắng đầu tiên cho đội một khi vào sân từ ghế dự bị ấn định chiến thắng 3-1 trước Montpellier. Anh trở thành cầu thủ ghi bàn trẻ nhất từ trước đến nay của PSG khi mới 16 tuổi 330 ngày. Vào ngày 14 tháng 2, anh trở thành cầu thủ trẻ nhất tham gia một trận đấu loại trực tiếp Champions League khi mới 16 tuổi 343 ngày trong trận thua 0-1 trước Bayern Munich. Vào cuối mùa giải 2022–23, Zaïre-Emery giành được chức vô địch Ligue 1 đầu tiên.

#### 2023–2024: Xác lập vai trò cầu thủ chính
Vào ngày 26 tháng 8 năm 2023, Zaïre-Emery lập pha kiến tạo đầu tiên cho PSG sau khi chuyền cho Marco Asensio trong chiến thắng 3–1 trước Lens. Anh trở thành cầu thủ PSG trẻ nhất ghi được một pha kiến tạo ở Ligue 1 kể từ khi Opta bắt đầu phân tích dữ liệu này vào năm 2006. Vào ngày 4 tháng 10, Zaïre-Emery lập pha kiến tạo cho Lucas Hernandez trong trận thua 4–1 ở Champions League trước Newcastle United. Anh trở thành cầu thủ Pháp và PSG trẻ nhất lập pha kiến tạo trong giải đấu này. Vào ngày 11 tháng 10, anh được tờ báo Anh The Guardian vinh danh là một trong những cầu thủ sinh năm 2006 xuất sắc nhất thế giới. Hai tuần sau, anh lập hai pha kiến tạo trong chiến thắng 3–0 tại Champions League trước A.C. Milan và trở thành cầu thủ trẻ nhất lập được ba đường kiến tạo trong giải đấu. Ngoài ra, anh giành giải thưởng cầu thủ xuất sắc nhất trận đấu đêm đó và cũng trở thành cầu thủ trẻ nhất ra sân 20 lần cho PSG. Vào ngày 29 tháng 10, anh ghi bàn thắng đầu tiên trong mùa giải với một cú "rocket" vào góc cao từ ngoài vòng cấm để giúp PSG giành chiến thắng 3–2 trên sân khách trước Brest. Trong trận đấu tiếp theo với Montpellier, anh ghi bàn thắng đầu tiên tại sân nhà Parc des Princes (Sân vận động Công viên các Hoàng tử) để giúp PSG giành chiến thắng 3–0. Vào ngày 13 tháng 12, anh ghi bàn thắng đầu tiên tại Champions League trong trận hòa 1–1 trên sân khách trước Borussia Dortmund để giúp câu lạc bộ của anh lọt vào vòng đấu loại trực tiếp. Bên cạnh đó, anh cũng trở thành cầu thủ người Pháp trẻ nhất ghi bàn trong lịch sử Champions League khi mới 17 tuổi 280 ngày.
Vào ngày 27 tháng 4 năm 2024, trước trận đấu trên sân nhà với Le Havre, Zaïre-Emery đã gia hạn hợp đồng với PSG đến ngày 30 tháng 6 năm 2029. Trong trận đấu, anh đã kiến tạo cho Bradley Barcola để giúp PSG trong trận hòa 3–3. Ngày hôm sau, Zaïre-Emery giành chức vô địch Ligue 1 thứ hai cùng PSG nhờ chiến thắng của Lyon trước Monaco. Vào ngày 13 tháng 5 năm 2024, anh được trao giải Cầu thủ trẻ xuất sắc nhất năm của Ligue 1 tại buổi lễ Trophées UNFP du football. Ngoài ra, anh ấy cũng được đưa vào Đội hình xuất sắc nhất năm.

## Sự nghiệp quốc tế

#### Đội trẻ
Là người gốc Martinique, Zaïre-Emery là một tuyển thủ trẻ của Pháp. Vào tháng 4 năm 2022, anh đã được chọn cùng đội tuyển U-17 quốc gia Pháp tham dự U-17 châu Âu. So với các đồng đội vào thế hệ sinh năm 2005, anh là cầu thủ sinh năm 2006 duy nhất của đội. Tại giải U-17 châu Âu, Pháp giành chức vô địch khi Zaïre-Emery ghi được hai bàn thắng.
Vào tháng 9 năm 2023, Zaïre-Emery lần đầu tiên được triệu tập lên đội tuyển U-21 quốc gia Pháp bởi huấn luyện viên mới được bổ nhiệm Thierry Henry. Anh trở thành đội trưởng trẻ nhất của Les Espoirs sau ba mươi năm khi Henry đã chọn anh làm đội trưởng trong trận đấu với Đan Mạch và Slovenia.

#### Đội tuyển quốc gia
Vào ngày 9 tháng 11 năm 2023, Zaïre-Emery lần đầu tiên được triệu tập lên đội tuyển quốc gia Pháp để tham dự vòng loại Euro 2024 gặp Gibraltar và Hy Lạp. Anh trở thành cầu thủ trẻ nhất được triệu tập cho Les Bleus kể từ Maurice Gastiger vào năm 1914. Anh ra mắt cho đội tuyển quốc gia vào ngày 18 tháng 11 trước Gibraltar, ghi một bàn trong chiến thắng chung cuộc 14–0 cho Pháp và giúp Pháp lập chiến thắng đậm nhất trong lịch sử đội. Bàn thắng của anh giúp anh trở thành cầu thủ ghi bàn trẻ thứ hai trong lịch sử nước Pháp chỉ sau Gastiger. Tuy nhiên, trong quá trình ghi bàn, Zaïre-Emery đã phải nhận một pha cản của hậu vệ Gibraltar Ethan Santos, người đã phải nhận thẻ đỏ sau khi bị kiểm tra. Zaïre-Emery sau đó ra sân vì chấn thương và anh đã bị "bong gân mắt cá chân nghiêm trọng" khiến anh phải nghỉ thi đấu cho đến cuối năm 2023.

## Phong cách thi đấu
Là một tiền vệ phòng ngự có thể hình tốt và khả năng kỹ thuật vượt trội, Zaïre-Emery vừa giỏi giành bóng vừa phát động lối chơi, mang lại cấu trúc cho lối chơi của đồng đội và tạo sự cân bằng cho hàng tiền vệ.
Anh còn được coi là một cầu thủ giỏi đọc trận đấu, có tính cách rất trưởng thành trên sân khi vẫn còn ở độ tuổi thiếu niên và có thể thường xuyên đảm nhận trách nhiệm nhưng vẫn giữ thái độ bình tĩnh và kỷ luật.

## Thống kê sự nghiệp

### Câu lạc bộ
Tính đến 13 tháng 7 năm 2025
| Câu lạc bộ          | Mùa giải            | Giải vô địch        | Giải vô địch | Giải vô địch | Coupe de France | Coupe de France | Châu lục | Châu lục | Khác | Khác | Tổng cộng | Tổng cộng |
| Câu lạc bộ          | Mùa giải            | Hạng đấu            | Trận         | Bàn          | Trận            | Bàn             | Trận     | Bàn      | Trận | Bàn  | Trận      | Bàn       |
| ------------------- | ------------------- | ------------------- | ------------ | ------------ | --------------- | --------------- | -------- | -------- | ---- | ---- | --------- | --------- |
| Paris Saint-Germain | 2022–23             | Ligue 1             | 26           | 2            | 2               | 0               | 3        | 0        | 0    | 0    | 31        | 2         |
| Paris Saint-Germain | 2023–24             | Ligue 1             | 26           | 2            | 5               | 0               | 11       | 1        | 1    | 0    | 43        | 3         |
| Paris Saint-Germain | 2024–25             | Ligue 1             | 29           | 1            | 5               | 1               | 13       | 1        | 8    | 0    | 55        | 3         |
| Tổng cộng sự nghiệp | Tổng cộng sự nghiệp | Tổng cộng sự nghiệp | 81           | 5            | 12              | 1               | 27       | 2        | 9    | 0    | 129       | 8         |

1. 1 2 3  Số lần ra sân tại UEFA Champions League
2. ↑  Ra sân tại Trophée des Champions
3. ↑  Một lần ra sân tại Trophée des Champions, bảy lần ra sân tại FIFA Club World Cup

### Quốc tế
Tính đến 26 tháng 3 năm 2024
| Đội tuyển quốc gia | Năm       | Trận | Bàn thắng |
| ------------------ | --------- | ---- | --------- |
| Pháp               | 2023      | 1    | 1         |
| Pháp               | 2024      | 1    | 0         |
| Tổng cộng          | Tổng cộng | 2    | 1         |

Tỷ số của Pháp được liệt kê đầu tiên, cột tỷ số cho biết tỷ số sau mỗi bàn thắng của Zaïre-Emery.
| # | Ngày                 | Địa điểm                    | Đối thủ   | Tỷ số | Kết quả | Giải đấu                 |
| - | -------------------- | --------------------------- | --------- | ----- | ------- | ------------------------ |
| 1 | 19 tháng 11 năm 2023 | Allianz Riviera, Nice, Pháp | Gibraltar | 3–0   | 14–0    | Vòng loại UEFA Euro 2024 |

## Danh hiệu

### Câu lạc bộ
Paris Saint-Germain
- Ligue 1: 2022–23,[36] 2023–24, 2024–25[37]
- Coupe de France: 2023–24,[38] 2024–25[39]
- Trophée des Champions: 2023,[40] 2024[41]
- UEFA Champions League: 2024–25[42]
- UEFA Super Cup: 2025[43]
- FIFA Club World Cup á quân: 2025[44]

### Quốc tế
- Giải vô địch bóng đá U-17 châu Âu: 2022[27]

### Cá nhân
- Titi d'Or: 2022[45]